# Hyloscirtus phyllognathus
Hyloscirtus phyllognathus es una especie de anfibio anuro de la familia Hylidae.

## Distribución
Hyloscirtus phyllognathus habita en Colombia, Ecuador y Perú.

## Hábitat
Sus hábitats naturales incluyen bosques tropicales o subtropicales secos y a baja altitud, montanos secos y ríos.